# Upplands runinskrifter 441
Upplands runinskrifter 441 är ett försvunnet vikingatida runstensfragment som har funnits vid Prästgården, Odensala socken och Sigtuna kommun. Fragmentets höjd är omkring 1,10 meter och dess  bredd cirka 0,50 meter.

## Inskriften
Translitterering av runraden:
[a-nili li-... ...iþ : kia... ok : finuiþr : ok : ir-mut... ...]
Normalisering till runsvenska:
... ... ... ... ok Finnviðr ok Ær[n]mund[r] ...
Översättning till nusvenska:
... och Finnvid och Ärnmund ...